# 倫納德維爾 (堪薩斯州)
倫納德維爾（英語：Leonardville）是一個位於美國堪薩斯州賴利縣的城市。

## 地方資料
根據2020年美國人口普查的數據，倫納德維爾的面積為0.76平方千米，當中陸地面積為0.76平方千米，而水域面積為0.00平方千米。當地共有人口432人，而人口密度為每平方千米568.42人。